# 與愛麗絲夢遊仙境 -Dive in Wonderland-
《與愛麗絲夢遊仙境 -Dive in Wonderland-》（不思議の国でアリスと -Dive in Wonderland-）是預定於2025年8月29日上映的日本動畫電影，改編自路易斯·卡羅的經典文學作品愛麗絲夢遊仙境，製作公司為P.A.Works，導演為篠原俊哉，講述現代少女理世在仙境中迷路並遇見愛麗絲的故事。

## 登場角色

### 主要人物
安曇野理世（聲: 原菜乃華）
生活在現代的大學生，在仙境中與愛麗絲相遇。
愛麗絲（聲：米卡·皮尤）

### 仙境的人們
紅心王后（聲：松岡茉優）
瘋帽客（聲：山本耕史）
三月兔（聲：八嶋智人）
矮胖子（聲：小杉龍一）
白兔（聲：山口勝平）
柴郡貓（聲：森川智之）
智蟲（聲：山本高廣）
特威德爾姆（聲：木村昴）
特威德爾迪（聲：村瀨步）
睡鼠（聲：小野友樹）
未知角色（聲：花江夏樹）

### 現實世界的人們
浦井洸（聲：間宮祥太朗）
邀請理世來到仙境的管家。
安曇野文子（聲：戶田惠子）
理世的祖母。

## 製作團隊
- 導演: 篠原俊哉
- 編劇: 柿原優子

## 外部連結
- 官方网站（日語）
- 與愛麗絲夢遊仙境 -Dive in Wonderland-的X（前Twitter）（日語）
- P.A.WORKS 不思議の国でアリスと -Dive in Wonderland- 作品介紹（日語）